# ランドローバー
ランドローバー (Land Rover) は、イギリスの高級車メーカーであるジャガーランドローバーが保有する四輪駆動車のブランドである。かつて存在したランドローバー・リミテッドは2013年1月1日にジャガーカーズと合併し、ジャガーランドローバー・リミテッドが設立されるまでの製造会社だった。
当初はローバー製多目的車の車名であり、その後は同社のオフロード車・SUVを包括する部門名/ブランド名となっている。
トヨタ・ランドクルーザーは、ライバルであったランドローバーを駆逐するという意味を込めて、Rover（盗賊、海賊船）に対して Cruiser（巡洋艦）と命名された。

## 歴史

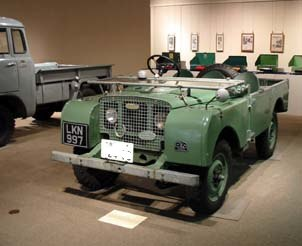
ランドローバー・シリーズI

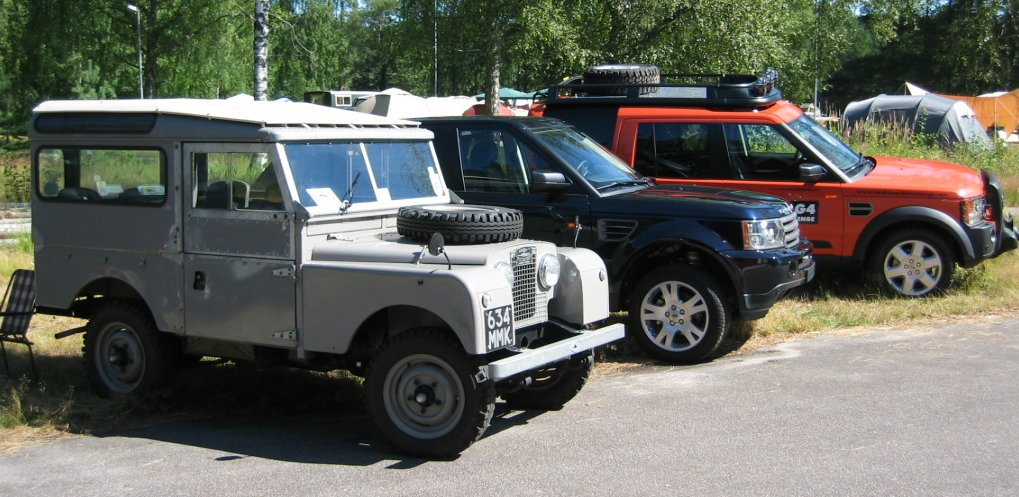
手前からランドローバー 88 シリーズII
レンジローバー スポーツ
ディスカバリー III

第二次世界大戦後の1948年、ローバー・モーター社がオフロード向け車両として発売した「ランドローバー・シリーズI」が、同年4月30日のオランダで開催されたアムステルダムモーターショーにて初公開された。これがランドローバーの始まりである。ランドローバー・シリーズIは同社の乗用車・ローバー・P3と構造を共有する、大戦中に使用された米国のジープにならって作られた四輪駆動車であった。シリーズIの中でも特に著名なものは、イギリス陸軍の特殊部隊であるSASで使用された「ピンクパンサー」で、砂漠に溶け込む全面ピンクの塗装や砂漠に適応させるための低圧タイヤ、ボンネット上に装着されるサンドマットが特徴であった。ローバー・モーターの本社・コヴェントリー工場は戦時中の爆撃によって被害を受けていたため、ランドローバー・シリーズIの製造はソリハルにあった航空機工場跡において行われた。
ランドローバーが「シリーズIII」まで進化していた1978年、ローバー・モーターの親会社となっていたブリティッシュ・レイランド (BL) 社はランドローバーを子会社として再組織した。その後ランドローバーは、1986年からはローバー・グループ、1988年からはブリティッシュ・エアロスペース、1994年からはBMWという親会社の変遷のもと、車種名/ブランド名/子会社として存続した。
2000年、BMWは当時のローバー・グループを解体し、ランドローバー部門/ランドローバー・ブランドはフォード・モーター社に売却された。売却後フォードはランドローバー部門/ランドローバー・ブランドを、同時期に買収したボルボ・カーズ、アストンマーティンおよび1989年から所有していたジャガーと統合し、プレミア・オートモーティブ・グループ (PAG) としてビジネスを展開。4つのブランドを同一オペレーションで運営した。
2006年、フォードはローバーのブランド名とロゴをBMWより購入した。これにより、2000年にローバー・グループがBMWによって解体されて以来初めて、ローバーとランドローバーのブランドが再統合された。
しかし世界的大不況の影響によりブランドの保有が困難になり、フォードは2008年、ジャガーとともにランドローバーをインドのタタ・モーターズに約23億ドルで売却し、持株会社としてジャガーランドローバーが設立された。 
ジャガーとランドローバーは、イギリスでの製造と輸出、および海外市場での販売を⾏う個別のブランド法⼈として運営されてきたが、2013年1月1日、ジャガーカーズとランドローバー・リミテッドは経営統合され、ジャガーランドローバー・リミテッドになった。これ以降ジャガーランドローバー・リミテッドがイギリスでジャガーとランドローバーの両ブランドの製品の設計、製造、マーケティングを担当することになった。よってランドローバー・リミテッドとジャガーカーズは消滅した。元の持株会社は、ジャガーランドローバー・オートモーティブ PLCに社名変更された。 
フォードからタタ・モーターズに売却された後も、フォードからダウンサイジングターボエンジンである「エコブースト」の供給を受けていたが、2014年より、完全自社設計・開発・製造の新世代モジュラーエンジン「インジニウム」に順次切り替えた。 
かつてランドローバーでは車種を、そのホイールベース長によって、88・109などと呼称していた。1986年にはレンジローバーが採用するフルタイムトランスファーやコイルサスペンションを流用し、これに伴ってホイールベースが92.5インチ、110インチに延長され、それぞれ90・110と呼ばれた。また、さらにホイールベースが長いピックアップトラックの130もある。エンジンはディーゼルとガソリンの二種類。ラダーフレームにアルミボディを載せた構造は低重心であり、傾斜安定性にも寄与している。

## 車種一覧
全車に共通する高い走破性能に加え、レンジローバーシリーズはラグジュアリーのテリトリーを担う。

### 過去の車種
- シリーズI
1947年に作られたシリーズIの試作車では、農業などの作業用途を考慮して、ステアリングホイールは中央に配置されていた。欧州大陸の市場を念頭に、試作車の運転席を左右どちらにするか迷ったあげく、中央に位置することになったという説もある。
- シリーズII
実業家で自動車趣味人でもあった白洲次郎は1950年代に東北電力の会長職を務めたが、同社のダム建設計画にあたって公用車としてシリーズIIを輸入させ、自身もそのハンドルを握って現場を巡察した逸話がある[6]。
- シリーズIII
- フリーランダー

### 市販車
- レンジローバー
- レンジローバースポーツ
- レンジローバーイヴォーク
- ディフェンダー
ランドローバーには英国王室御用達を示すワラントが発行されている。1970年代からはエディンバラ公フィリップが愛用しており、生前自ら葬儀に使う霊柩車についてもディフェンダーを改造して作るよう指示していた。フィリップの指示により制作された霊柩車は、2021年の葬儀の際に実際に使用された[7]。
- ディフェンダー (2代目)
- ディスカバリー（本田技研工業にOEM提供していた姉妹車、初代クロスロードを含む）
- ディスカバリースポーツ
- レンジローバーヴェラール

### 軍用車
- ウルフ

### コンセプトカー
- レンジストーマー（2004年）
- LRX（2008年）
- DC100/DC100 スポーツ（英語版）（2011年）
- ディスカバリー・ビジョン・コンセプト（2015年）

## モータースポーツ
ランドローバー車はダカール・ラリーなどの自動車競技で使用されている。また1981年から2000年まで開催されていたラリーイベント・キャメルトロフィーではランドローバーが車両を提供していた。

## 日本での販売
2000年、当時の親会社BMWはローバー・グループを解体、ランドローバー部門はフォード・モーター社に売却された。従前の輸入販売者であったローバージャパンがBMWジャパンに吸収され、ランドローバー事業から撤退したため、同年フォードによってランドローバージャパン株式会社が設立され、輸入・販売業務を引き継いだ。2001年12月、同じくフォード傘下であるジャガージャパン社と合併してピー・エー・ジーインポート株式会社へと改組されたが、名目上は「ランドローバージャパン」「ジャガージャパン」の名称もそれぞれ継続使用された。この頃から、ブランドごとの店舗と同時に、ジャガーとランドローバーの併売ショールーム店舗も開店した。
2005年には、ジャガージャパンとランドローバージャパンの2つの組織を統合し、ジャガー&ランドローバージャパンとして両ブランドが同一オペレーションで運営することとなった。
2008年、フォード社はランドローバーをジャガーとともにインドのタタ・モーターズに売却、それに伴い日本の現地法人としてジャガーランドローバージャパン株式会社が設立された。フォードグループからは離脱したが、フォード時代から現在に至るまで日本法人の所在地は同一である。
2013年から全国販売網がジャガーとの併売店に一本化され、規定の店舗面積を確保できなかった店舗は、契約打ち切りとなった。